# Języki w Armenii

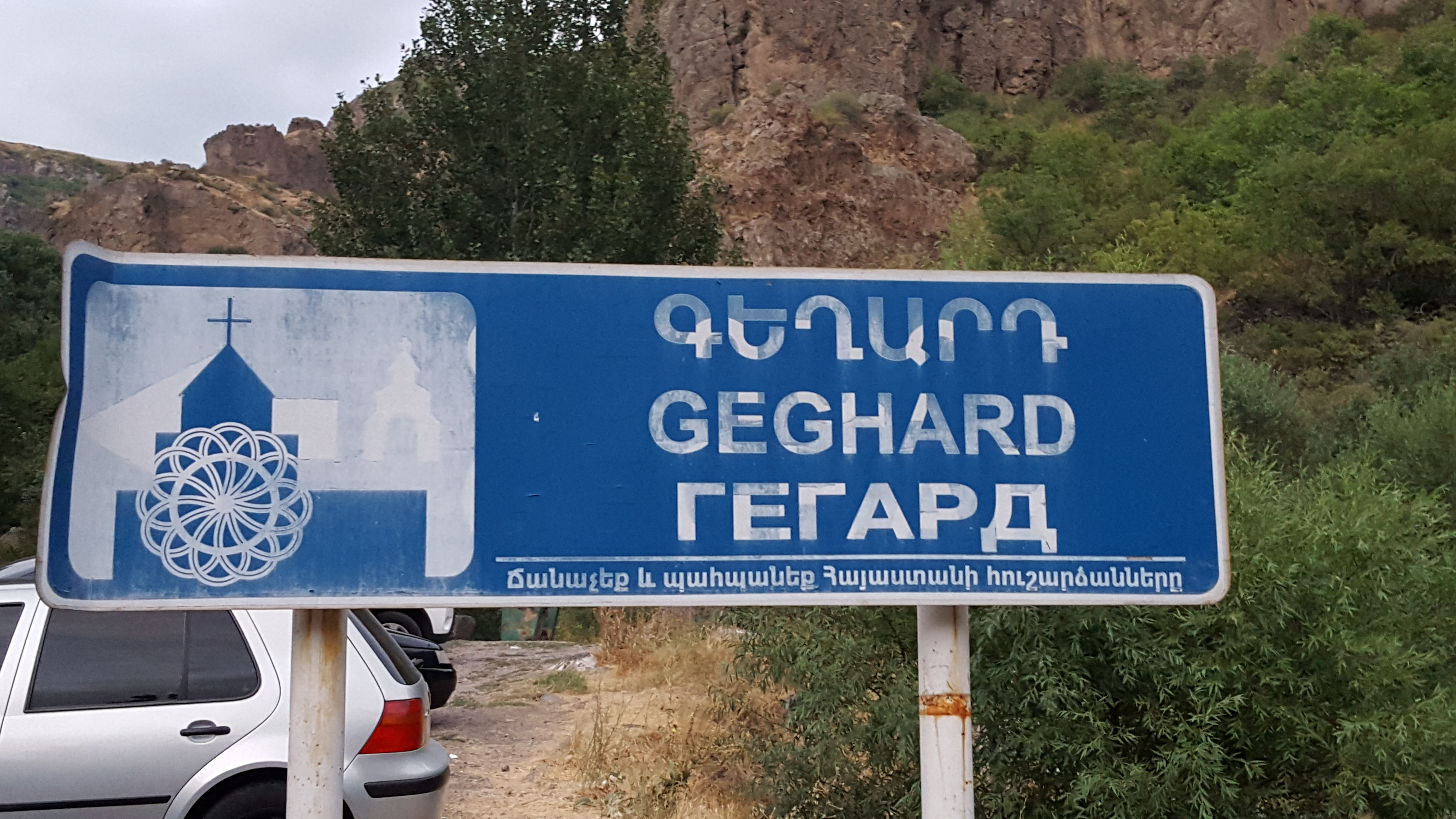
Wjazd do monastyru Geghard w języku ormiańskim, angielskim i rosyjskim

Armenia jest krajem jednolitym językowo – językiem ormiańskim posługuje się 97,9% społeczeństwa. 

Armenia na tle mapy etnolingwistycznej Kaukazu

## Język ormiański[2]
12. artykuł Konstytucji Armenii mówi o tym, że język ormiański jest językiem urzędowym. Jest on powszechnie używany na całym terytorium kraju w szkolnictwie, mediach i prasie.

## Języki obce

### Rosyjski
Na początku XIX wieku Imperium Rosyjskie zaanektowało Armenię i wtedy popularność języka w kraju zaczęła się zwiększać. Na początku XX wieku językiem tym posługiwało się 3–4% ludności. Rządy Związku Radzieckiego dodatkowo wymusiły używanie języka rosyjskiego w rządzie, administracji i edukacji, co szybko zwiększyło kilkakrotnie odsetek osób mówiących po rosyjsku w Armenii. Język ten osiągnął w tym czasie status drugiego języka urzędowego kraju. Po uzyskaniu niepodległości przez Armenię język rosyjski jest nadal powszechnie używany w kraju. Według spisu powszechnego z 2011 r., dla 0,8% Ormian język rosyjski jest językiem ojczystym, a 52,7% posługuje się nim jako drugim językiem. Rosyjskojęzyczne gazety i kanały telewizyjne są również popularne w kraju. Biegle zna go 24% społeczeństwa.
W 2022 roku około 70% ludności kraju mówiło po rosyjsku, czego powodem mogą być stosunki armeńsko-rosyjskie.

### Angielski
40% społeczeństwa Armenii może pochwalić się podstawową znajomością języka angielskiego, jednak jedynie 4% może pochwalić się biegłą jego znajomością. Jego popularność zaczęła się po odzyskaniu niepodległości w 1991 roku. Edukacja języka angielskiego była promowana, a społeczeństwo dobrze przyjęło naukę tego języka. W 2011 roku 3,6% ludności kraju nazwało angielski swoim drugim językiem, ale liczba ta może wzrosnąć w przyszłości. W 2022 roku język ten znały w większym stopniu młodsze pokolenia w porównaniu ze starszymi, co spowodowane jest nauczaniem tego języka w wielu publicznych szkołach średnich. 

### Inne
Według spisu powszechnego (prawdopodobnie z 2011 roku):
| Język     | Liczba ogólnie | w tym Ormianie |
| --------- | -------------- | -------------- |
| Francuski | 10 106         | 10 056         |
| Niemiecki | 6 342          | 6 210          |
| Perski    | 4 396          | 4 352          |
| Inny      | 29 430         | 25 899         |

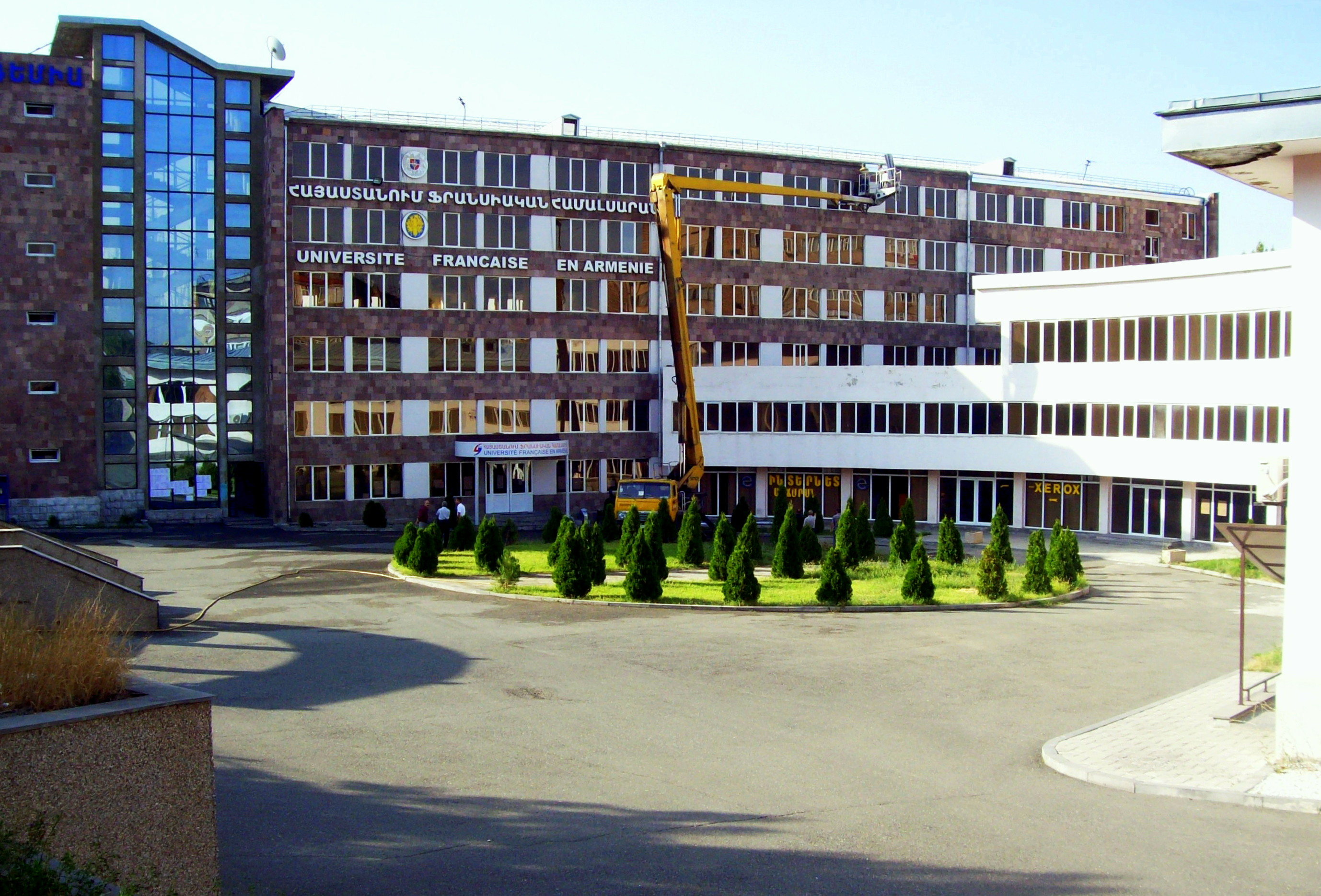
Fondation Université Française en Arménie w Erywaniu

W Armenii jest też mała grupa użytkowników hiszpańskiego. Wielu Ormian nauczyło się też paru słów po hiszpańsku, niemiecku czy francusku, aby łatwiej było nawiązać kontakt z turystami.

## Języki mniejszości
W Armenii cztery języki zostały uznane za oficjalne języki mniejszości – kurdyjski, rosyjski, asyryjski i grecki.

### Oficjalne

#### Kurmandżi
W Armenii 1% społeczeństwa posługuje się kurmandżi. W 2011 roku 33 509 obywateli Armenii uznało język kurdyjski za swój ojczysty, z czego 32 688 to etniczni Kurdowie, 777 Ormianie, a 44 to przedstawiciele innych narodowości.

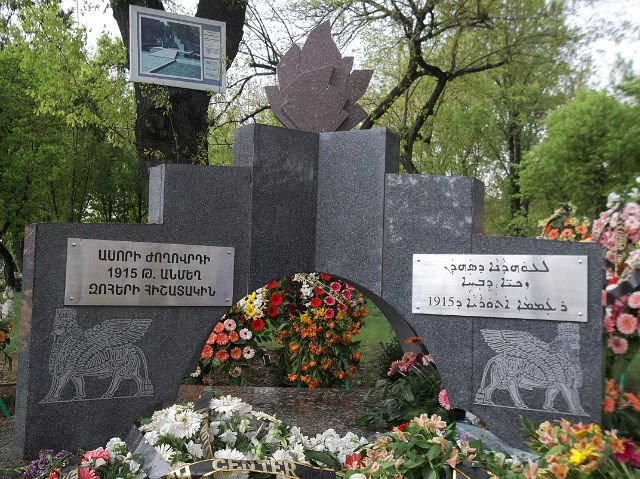
Pomnik poświęcony ofiarom ludobójstwa Ormian – po lewej napis ormiański, a po prawej asyryjski

#### Rosyjski
Język rosyjski występuje w Armenii także jako język mniejszości narodowej, w 2011 roku 10 472 etnicznych Rosjan uznało ten język za ojczysty. Poza tym jest to też język ojczysty 13 012 przedstawicieli innych nacji, z czego 11 859 to etniczni Ormianie. 

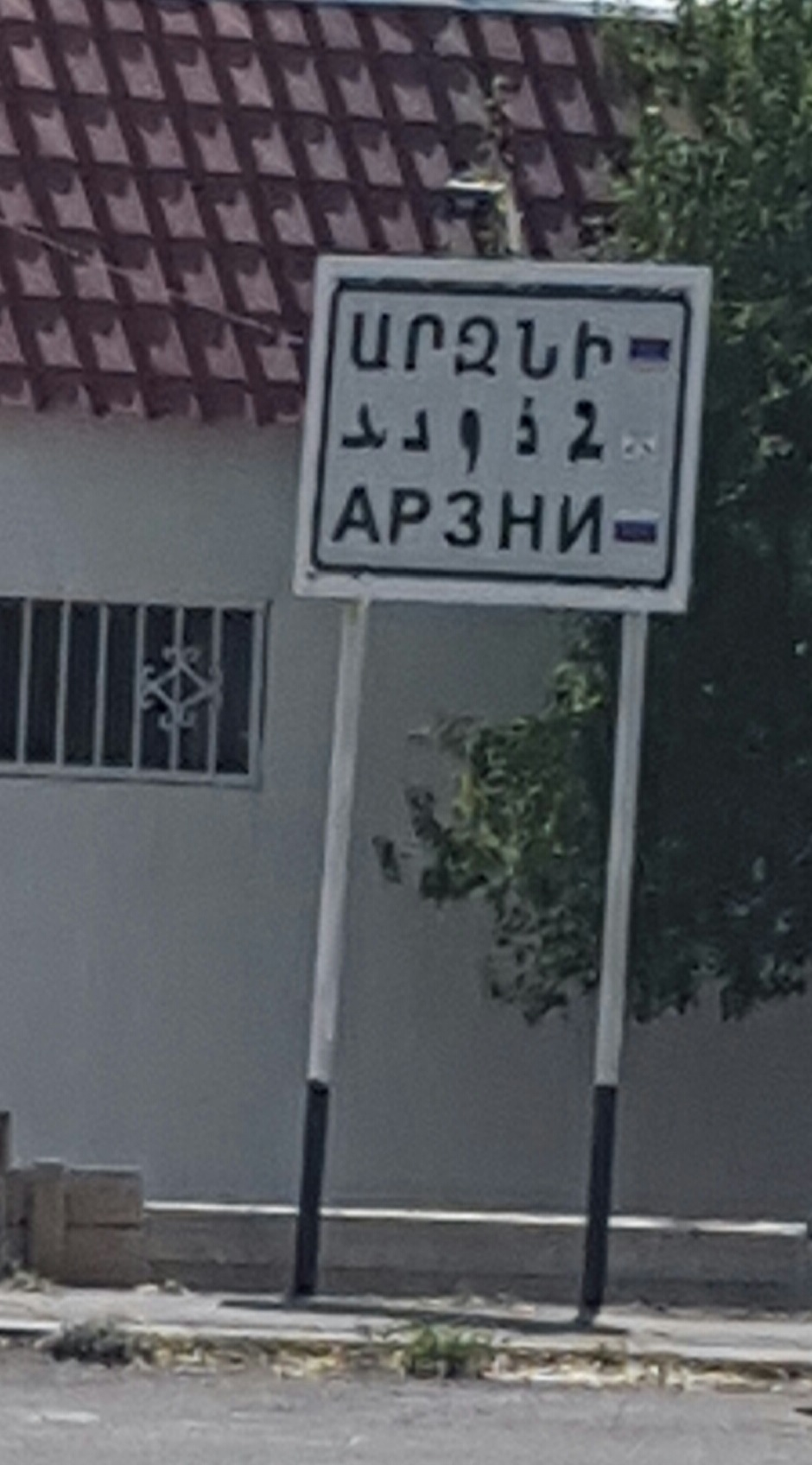
Znak drogowy z zapisaną w trzech językach nazwą miejscowości Arzni – ormiańskim, asyryjskim i rosyjskim

#### Asyryjski
Według spisu z 2011 w Armenii było 2769 Asyryjczyków. 2402 osób mówi asyryjskim jako pierwszym językiem, 2265 z nich to etniczni Asyryjczycy, a pozostałe 137 to osoby innych narodowości (125 to etniczni Ormianie).

#### Grecki
W Armenii pozostało bardzo niewielu rodzimych użytkownków języka greckiego, część z nich jako pierwszym językiem posługuje się rosyjskim. Część starszego pokolenia potrafi mówić po pontyjsku (odmiana greckiego).

### Nieoficjalne

#### Ukraiński
Według spisu w 2011, 733 osób w Armenii mówi po ukraińsku jako pierwszym językiem. Jest to 606 Ukraińców i 127 przedstawicieli innych nacji (w tym 106 etnicznych Ormian).